# الممالك الثلاث (مسلسل)
الممالك الثلاث هو مسلسل تلفزيوني صيني بناء على الأحداث في أواخر عهد أسرة هان الشرقية وفترة الممالك الثلاث.

## الجوائز
- الجائزة الخاصة للدراما الاجنبية في مهرجان الدراما الدولي في طوكيو 2011

## روابط خارجية
- الممالك الثلاث على موقع IMDb (الإنجليزية)
- الممالك الثلاث على موقع كينوبويسك (الروسية)
- الممالك الثلاث على موقع قاعدة بيانات الفيلم (الإنجليزية)